# Philip Warren Anderson
Philip Warren Anderson (ur. 13 grudnia 1923 w Indianapolis, zm. 29 marca 2020 w Princeton) – amerykański fizyk, profesor w Princeton University, laureat Nagrody Nobla w dziedzinie fizyki za fundamentalne badania teoretyczne struktury elektronowej układów magnetycznych i nieuporządkowanych.

## Życiorys
Urodził się w Indianapolis w stanie Indiana, dorastał w Urbana (stan Illinois). Studiował na Uniwersytecie Harvarda, który ukończył z wyróżnieniem w 1943 roku. W czasie wojny krótko pracował w Laboratorium Badawczym Marynarki Wojennej USA (U.S. Naval Research Laboratory).
W latach 1949–1984 pracował w Bell Laboratories w New Jersey, gdzie zajmował się różnymi zagadnieniami materii skondensowanej. W latach 1967–1975 był profesorem na Uniwersytecie Cambridge.
Nagrodę Nobla w dziedzinie fizyki otrzymał w roku 1977 wraz z Nevillem F. Mottem i Johnem H. van Vleckiem za ich prace nad teorią materii skondensowanej, w szczególności za fundamentalne badania teoretyczne struktury elektronowej układów magnetycznych i nieuporządkowanych. W 1982 roku otrzymał Narodowy Medal Nauki.